# Ligne de tramway 552
La ligne 552 d'après son numéro de tableau horaire est une ancienne ligne de tramway du Groupe de Namur de la Société nationale des chemins de fer vicinaux (SNCV) qui a fonctionné entre le 15 mai 1902 et le 2 octobre 1955.

## Histoire
La ligne est mise en service le 15 mai 1902 entre Namur et Forville (nouvelle section, capital 91).
Elle est fermée à tout trafic le 2 octobre 1955.

## Exploitation

### Horaires
Tableaux :
- 552 en 1931[2].
- 638 en 1950[3].